# InterContinental Hotels Group
InterContinental Hotels Group (IHG) är ett globalt hotellföretag med huvudkontor i Denham, Storbritannien. Det är världens största hotellföretag mätt i antal rum (646 000 i januari 2010), och har över 4 500 hotell i över 100 länder. Bland dess varumärken/kedjor finns InterContinental, Holiday Inn, Crowne Plaza och Park Royal. Runt 3 800 av företagets hotell drivs i franchiseform, runt 630 drivs av företaget och 16 är helägda.
IHG är listat på London Stock Exchange och ingår i FTSE 100 Index. Det finns också listat på New York Stock Exchange.